# 山羊豆属
山羊豆属（学名：Galega）是蝶形花科下的一个属，为多年生、丛生草本植物。该属共有8种，分布于南欧和西亚。